# HD 66546
HD 66546，又名CP-54 1470，SAO 235686、HR 3157，是一颗恒星，视星等为6.1，位于銀經268.39，銀緯-12.48，其B1900.0坐标为赤經7h 58m 57.2s，赤緯-54° -12.48′ 12″。